# NUDC
NUDC‏ (Nuclear distribution C, dynein complex regulator) هوَ بروتين يُشَفر بواسطة جين NUDC في الإنسان.